# Theremin

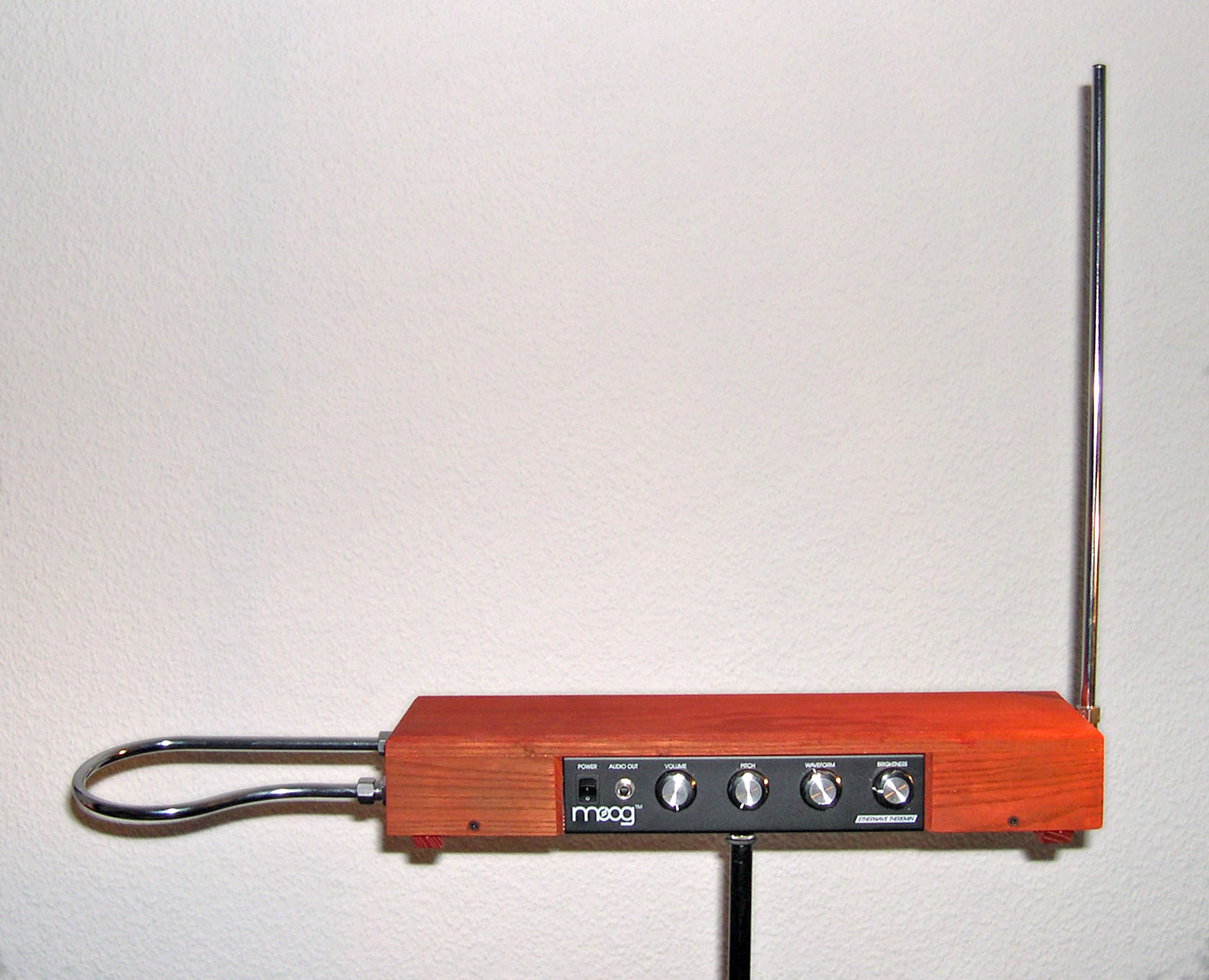
Theremin wyprodukowany przez przedsiębiorstwo Roberta Mooga

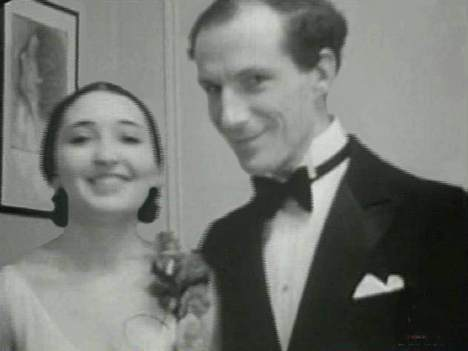
Thereministka Clara Rockmore i Lew Termen, wynalazca thereminu

Theremin (eterofon, termenvox) – instrument muzyczny z grupy elektrofonów elektronicznych skonstruowany przez rosyjskiego fizyka i wynalazcę Lwa Termena. Dźwięki emitowane przez theremin są ubogie harmonicznie i przypominają w swym brzmieniu wycie, jęk, kobiecy głos, gwizd, piłę, flet, skrzypce lub inne instrumenty.

## Działanie
Theremin działa na podobnej zasadzie co Audion Piano. Termen wykorzystał wyraźną niedoskonałość tego typu urządzenia, objawiającą się w zakłóceniach pracy, gdy w polu jej działania znajdowało się ciało ludzkie. Instrument jest dostrojony do wzorcowej częstotliwości, zmienianej przełącznikiem. Dodatkowe modulacje, powodujące zmiany w częstotliwości dźwięku, powodowane są ruchem rąk wokół jednej z anten; z pomocą drugiej z nich, w podobny sposób, reguluje się jego głośność. 

## Historia
W ZSRR zbudowano 600 egzemplarzy tego instrumentu. W 1928 Termen uzyskał amerykański patent na to urządzenie. W USA theremin był produkowany przez RCA, a jego tranzystorowa modyfikacja przez przedsiębiorstwo Roberta Mooga. 

## Zastosowanie
Theremin znalazł szerokie zastosowanie, w szczególności w ścieżkach dźwiękowych do filmów. 
Po raz pierwszy użył go w 1945 Miklós Rózsa w psychologicznym dreszczowcu noir Urzeczona Alfreda Hitchcocka, w scenach nawrotów lęku u głównego bohatera, granego przez Gregory’ego Pecka; za tę muzykę przyznano mu Oscara. W 1951 theremin wkroczył do filmów z gatunku science-fiction po tym, jak w obrazie Dzień, w którym zatrzymała się Ziemia (reż. Robert Wise) jego dźwięk towarzyszył „latającemu talerzowi”. 
Specyficzna „magia” instrumentu spowodowała pewne zainteresowanie nim przez muzyków rockowych jeszcze w latach 60. i 70. Powszechnie acz niewłaściwie uważa się, że grupa The Beach Boys wykorzystała instrument przy nagrywaniu piosenki „Good Vibrations” (w rzeczywistości użyto imitującego dźwięk thereminu instrumentu „electro-theremin”).
W 1967 na swoim debiutanckim albumie studyjnym Safe as Milk awangardowa grupa muzyczna Captain Beefheart and His Magic Band użyła thereminu w utworach „Electricity” i „Autumn's Child”. 
Rockowa grupa Led Zeppelin użyła w przeboju „Whole Lotta Love” z 1969, a jej gitarzysta Jimmy Page regularnie wykorzystywał theremin podczas występów scenicznych (zarówno z udziałem zespołu, jak i solo czy w towarzystwie Roberta Planta).
Jean Michel Jarre używał sterownika MIDI opartego na tej zasadzie w „Oxygene 10” i na wielu koncertach, między innymi na Przestrzeni Wolności w Stoczni Gdańskiej. Również obecnie podczas swoich koncertów Jarre korzysta z theremina. 
W 1997 Jim Parker wykorzystał theremin jako instrument solowy głównego motywu muzycznego serialu Morderstwa w Midsomer i motyw ten, jeden z symboli serii, pozostaje niezmieniony przez cały czas produkcji serialu (w 2014 serial był nadal kręcony). 
W czerwcu 2011 Sting wykorzystał instrument w trakcie wykonania utworu „Moon over Bourbon Street” podczas koncertu w gdańsko-sopockiej Ergo Arenie.

## Instrumenty zainspirowane thereminem
Theremin dał początek całej rodzinie instrumentów, w których używano ruchów ciała ludzkiego jako zasady tworzenia i modulowania dźwięku. Do najbardziej znanych należały fale Martenota skonstruowane przez Maurice’a Martenota w 1928 oraz La Croix Sonore utworzony i używany przez awangardowego artystę Nikołaja Obuchowa w latach 1929–1934. Idea zastosowana została również w sterownikach MIDI (kontrola dłonią) i instrumentach wirtualnych (portamento).

## Film biograficzny
W 1994 powstał dokumentalny film biograficzno-muzyczny o życiu i twórczości Lwa Termena Theremin: An Electronic Odyssey, w którym wynalazca wystąpił jako on sam wraz z Lidiją Kawiną.